# توروالد بیندسبال
 توروالد بیندسبال (انگلیسی: Thorvald Bindesbøll؛ ۲۱ ژوئیهٔ ۱۸۴۶ – ۲۷ اوت ۱۹۰۸) یک معمار اهل دانمارک بود.
وی پسر مایکل گوتلیب بیندسبال بود